# Casa Oller (Manresa)
La Casa Oller és una obra del municipi de Manresa (Bages) protegida com a bé cultural d'interès local.

## Descripció
Gran casal d'ampla parcel·la de planta baixa i dos pisos més golfes. Planta quasi quadrada, amb un pati central cobert amb cúpula i llanterna amb dues façanes fent cantonada i adossat per un lateral i per la part posterior. La façana principal és de composició clàssica ordenada simètricament i dona a la Plana. Balcons al primer i segon pis. Obertures d'esquema vertical formant arc rebaixat (part superior). L'interior està desenvolupat al voltant del pati, al qual s'hi accedeix per un vestíbul. Des del pati puja una escala de pedra fins al pis principal. Una altra escala lateral, adossada, porta al segon pis.